# Polyspatha paniculata
Polyspatha paniculata là một loài thực vật có hoa trong họ Commelinaceae. Loài này được Benth. miêu tả khoa học đầu tiên năm 1849.